# ایسپوت
ایسپوت (به اسپانیایی: Espot) یک منطقهٔ مسکونی در اسپانیا است که در پالارس سوبیرا واقع شده‌است. ایسپوت ۹۷٫۳ کیلومتر مربع مساحت دارد ۱٬۳۱۸ متر بالاتر از سطح دریا واقع شده‌است.